# Teritorialna župnija
Teritorialna župnija je vrsta župnije rimskokatoliške Cerkve, ki je omejena na neko ozemlje na območju škofije. 

## Pravne podlage
V skladu s kanonskim pravom (Zakonik cerkvenega prava, kan. 519), je namreč župniku zaupana skrb za župnijo in župnijsko občestvo, pod oblastjo krajevnega škofa.
V skladu s Zakonikom cerkvenega prava (Codex iuris canonici) (kan. 518), je po splošnem pravilu župnija ozemeljska (teritorialna) in obsega vse vernike določenega ozemlja. 
Kjer je to koristno, se ustanovijo osebne (personalne) župnije, glede na obred, jezik, narodnost vernikov kakega ozemlja in take, ki so določene tudi pod drugim vidikom.